# Лайситский мазхаб
Лайси́тский мазха́б (араб. المذهب الليثي‎) — одна из ранних правовых школ (мазхабов) в суннитском исламе. Основателем-эпонимом мазхаба является глава египетских мусульманских законоведов и знатоков хадисов своего времени аль-Лайс ибн Саад (713—791) персидского происхождения. Мазхаб аль-Лайса ибн Саада получил распространение в Египте, но затем полностью исчез под натиском других школ, которые затем стали считаться «каноничными» в исламе. На сегодняшний день основными школами в Египте являются шафиитский, ханафитский и маликитский мазхабы. Кроме того, из-за отсутствия у учеников аль-Лайса ибн Саада практики записывать его слова во время уроков, до наших дней не дошло ни одно его произведение.